# رولا معايعة
رولا معايعة واسمها الكامل رولا نبيل جبران معايعة ‏ سياسية فلسطينية من مواليد مدينة القدس، شغلت منصب وزيرة وزارة السياحة والآثار الفلسطينية في حكومة سلام فياض الثالثة، وحكومات رامي الحمد الله الأولى، والثانية، والثالثة، واستمرت بذات المنصب في حكومة محمد اشتية حتى 31 مارس 2024. شغلت سابقًا عدة أدوار مهمة في وزارة الشباب والرياضة الفلسطينية ووزارة العدل الفلسطينية. تحمل درجة البكالوريوس في علم الأحياء من جامعة بيرزيت، ودرجة الدبلوم العالي في الإدارة العامة من جامعة بيت لحم.

## وصلات خارجية
- لقاء تلفزيوني مع وزيرة السياحة رولا معايعة